# Tylophora globifera
Tylophora globifera är en oleanderväxtart som beskrevs av Joseph Dalton Hooker. Tylophora globifera ingår i släktet Tylophora och familjen oleanderväxter. Inga underarter finns listade i Catalogue of Life.